# Етнографско-исторически музей (Баня)
Етнографско-историческият музей е музей в разложкото село Баня, област Благоевград, България.
Музеят е разположен в центъра на селото. Изложени са останки от съдове от XI век преди Христа, археологически находки с келтски произход, надгробни плочи от времето на османското владичество. Етнографската част влючва глинени и други битови съдове, народни носии и произведения на народното творчество, типични за Баня. В обособен са изложени експонати, свързани с целия цикъл на ленопроизводството.
Музеят има и богат снимков материал, показващ бележити личности, родени в Баня или с корени от Баня – Неофит Рилски, фамилиите Венедикови и Страшимирови, Иван Славков, Светла Даскалова, свещеници, писатели, зографи, краеведи и други.